# Pedro Moreno (actor)
Pedro Moreno (La Habana, Cuba; 14 de septiembre de 1980) es un actor cubano. Sus padres se mudaron a Miami cuando tenía veinte años.

## Carrera profesional
Debutó en televisión con la serie Protagonistas de novela en los Estados Unidos, y ha trabajado en telenovelas como Amor descarado. En 2004 es contratado en Colombia para participar en las telenovelas La mujer en el espejo y La viuda de Blanco, producidas por Telemundo. También fue nombrado uno de los 25 hombres latinos más bellos por la revista People.
En 2011, participa en la telenovela Sacrificio de mujer de Venevisión, interpretando a Braulio Valdés.
En 2011-2012, se incorpora a las filas de Televisa, siendo escogido para la telenovela Una familia con suerte de la mano del productor Juan Osorio. Interpretó a Enzo Rinaldi, padre de Mónica Rinaldi (Violeta Isfel).
En 2013 se integró al elenco del melodrama Corona de lágrimas de la mano del productor José Alberto Castro en los últimos capítulos.
También en el mismo año, participa en la cuarta temporada del show de baile Mira quien baila de Univision y en la telenovela Cosita linda de Venevisión, actuando como un villano de nombre Olegario Pérez.
En 2014, protagoniza la telenovela Voltea pa' que te enamores como Rodrigo Karam. En el mismo año, trabaja de presentador en la octava temporada de Nuestra Belleza Latina.
En 2015 protagoniza la telenovela Amor de barrio junto a Renata Notni, Mane de la Parra y Ale García. En 2016 participa en un papel antagónico en la telenovela Tres veces Ana, producción de Angelli Nesma Medina. También apareció en las películas Jesús de Nazareth y La hora de Salvador Romero.

## Filmografía

### Telenovelas
- A.mar, donde el amor teje sus redes (2025) - Gabriel Arenas Neira[5]
- Tu vida es mi vida (2024) - Rafael «Rafa» Castillo Ibáñez[6]
- Amores que engañan (2023) - Carlos Falcón "Charly"[7]
- Amor dividido (2022) - Amaury Ramírez[8]
- La desalmada (2021) - El Caimán[9]
- Contigo sí (2021) - Josué Gutiérrez[10]
- Me declaro culpable (2017-2018) - Julián Soberón
- Tres veces Ana (2016-2017) - Iñaki Nájera[11]
- Amor de barrio (2015) - Raúl Lopezreina Cisneros
- Hasta el fin del mundo (2015) - Ranku
- Voltea pa' que te enamores (2014) - Rodrigo Karam
- Cosita linda (2013-2014) - Olegario Pérez
- Corona de lágrimas (2012-2022) - Juez Julián Corona[12]
- Una familia con suerte (2011-2012) - Enzo Rinaldi
- Sacrificio de mujer (2011) - Braulio Valdés
- El rostro de Analía (2008/09) - Cristóbal Colón
- Dame chocolate (2007) - José Gutiérrez
- La viuda de Blanco (2006/07) - Querubín
- La mujer en el espejo (2004/05) - Nino Arrebato
- Amor descarado (2003/04) - Rubén García

### Programas
- MasterChef Celebrity (México) (2022) - Participante[13]
- Reto 4 elementos (2018) - Competidor
- Nuestra Belleza Latina (2014) - Presentador
- Mira quién baila (2013) - Competidor
- Los teens (2003) - Méndez
- Chat (2002) - Presentador
- Protagonistas de novela (2002) - Participante

### Cine
- La hora de Salvador Romero (2017) - Salvador Romero
- Jesús de Nazaret (2016) - Tomás
- Morir soñando (2015) - Vincent
- Huntey by night (2010) - Chico
- Loving the bad man (2010) - Manny

### Teatro
- Broadway Musical Mame (2015)

## Premios y reconocimientos

### Reconocimientos
| Año  | Reconocimiento         | Organización                               |
| ---- | ---------------------- | ------------------------------------------ |
| 2015 | Trayectoria como actor | Asociación Nacional de Locutores de México |
| 2016 | Trayectoria artística  | Galería Plaza de las Estrellas             |